# The Boxtrolls
The Boxtrolls (Brasil: Os Boxtrolls / Portugal: Os Monstros das Caixas) é um filme de animação norte-americano de 2014, dos gêneros aventura, fantasia e comédia, dirigido por Graham Annable e Anthony Stacchi. É baseada no livro infantil "Here Be Monsters", de Alan Snow.
No site Rotten Tomatoes, o filme tem aprovação  de 75% dos críticos baseado em 148 críticas, tem 65% de aprovação por parte da audiências, usada para calcular a recepção do público a partir de votos dos usuários do site.